# ADブギ
『ADブギ』（エーディーブギ）は、1991年10月18日から12月20日まで、毎週金曜日 21:00 - 21:54（JST）にTBS系列の「金9ドラマ」枠で放送された日本のテレビドラマ。主演は加勢大周。
続編の『AD・リターンズ』が1992年10月9日に放送された。

## 概要
『ママハハ・ブギ』、『予備校ブギ』に続く、遊川和彦脚本のブギ3部作の最終作。加勢大周が中心だが3人のAD（アシスタントディレクター）を主演級として描かれている唯一のブギシリーズ。
実在のTBSが舞台となっており、この番組も含めた実際のドラマ収録が行われている緑山スタジオや、赤坂のTBS本社（当時の旧テレビ局舎）が作品内で頻繁に登場した。また第1話では、本作と同時期に次枠の金曜ドラマで放送されていた『あしたがあるから』の主演であった今井美樹と仙道敦子がゲスト出演している。

## キャスト

### 主要人物
- 久堂和繁 - 加勢大周
新米AD。映像専門学校を卒業後に番組制作会社に入社。優柔不断にみられることもあるが、根は頑固。
- 杉田巧 - 浜田雅功（ダウンタウン）
チーフAD。AD歴7年。元々役者志望だったが、その仕切り屋ぶりを買われて番組制作会社へ。お調子者ではあるが、人望がある。
- 藤井貴之 - 的場浩司
セカンドAD。AD歴3年。才能はあるものの、少し生意気で嫌味なところも。女好きだが、本命視する女性を前にすると何も言えないような純な一面もある。

### その他
- 遠山久美 - 浅香唯
元コンビニ店員、デザイナー志望。コンビニ店員の時に和繁と知り合う。東京で暮らすことに反対する父親への言い訳として、和繁に恋人役を頼んだことも。
- 小林あかね - 石田ひかり
スタイリストの新人。明るい性格から現場の男性陣からちやほやされている。貴之に惹かれているが…。
- 香坂直子 - 相楽晴子
デザイナー志望。杉田と同棲して5年。久美と同じデザイナー学校に通う。未だ職がADで結婚の話もうやむやにしている杉田には不満でけんかが絶えないが、別れられないでいる。
- 原理代子 - 森口瑤子
看護婦。藤井が心を寄せている。だが仕事ばかりの生活の貴之に愛想を尽かして妻子持ちの男性と付き合うように。
- 山本文子 - 山下容莉枝
ベテランスタイリスト。早苗がちやほやされて少々面白くないと思うところはあるが、厳しいが後輩思いの良き先輩。杉田と意気投合している。
- 久堂和繁 - 内藤剛志
和繁の兄。大阪で公務員をしており、出張で上京するたびに和繁の元を訪れている。和繁のことについては、その生活ぶりをうるさく嘆く一方で真に思っている。

（出典）

## スタッフ
- 脚本 - 遊川和彦
- 演出 - 清弘誠、山崎恒成、横井直行
- プロデュース - 八木康夫、横井直行
- 音楽 - 杉本竜一
- 主題歌 - 楠瀬誠志郎「ほっとけないよ」
- 製作著作 - TBS

## 放送日程

### 連続ドラマ
| 各話   | 放送日         | サブタイトル                        | 演出     |
| ------ | -------------- | ----------------------------------- | -------- |
| 第1話  | 1991年10月18日 | 君との出逢い                        | 清弘誠   |
| 第2話  | 10月25日       | 恋におっこちて…                     | 清弘誠   |
| 第3話  | 11月01日       | 僕がどんなに君を好きか､君は知らない | 山崎恒成 |
| 第4話  | 11月08日       | キミが主演女優                      | 山崎恒成 |
| 第5話  | 11月15日       | やさしくしないで                    | 清弘誠   |
| 第6話  | 11月22日       | ほっとけないよ                      | 横井直行 |
| 第7話  | 11月29日       | 忘れられない…                       | 山崎恒成 |
| 第8話  | 12月06日       | ひとりで泣くなよ                    | 清弘誠   |
| 第9話  | 12月13日       | 最後のプロポーズ                    | 清弘誠   |
| 最終話 | 12月20日       | 笑顔と泣き顔と                      | 清弘誠   |

### AD・リターンズ
| 放送日        | サブタイトル                                             | 演出   |
| ------------- | -------------------------------------------------------- | ------ |
| 1992年10月9日 | 1人の女も幸せに出来ない男にラブストーリーが演出できるか! | 清弘誠 |